# Gibson Firebird
Gibson Firebird — модель электрогитары с цельным корпусом компании Gibson, производящаяся с 1963 года и по настоящее время.

## История
В начале 1950-х годов корпорация Gibson выпустила несколько новых моделей, которые могли бы конкурировать с инструментами Fender, такими как Telecaster и Stratocaster. После успеха модели Les Paul в 1950-х годов популярность Gibson начала падать в начале 1960-х, так как цвета, форма корпуса и разнообразные датчики компании Fender оказались наиболее предпочтительными среди известных гитаристов. Для гитаристов модели Gibson казались старомодными, да и рост цен их не устраивал. В результате чего рост цен привёл к снижению продаж.
В конце 1950-х годов компания Gibson решила сделать ставку на радикальную форму корпуса — Flying V и Explorer, но её ожидал полный провал. После этого президент Gibson, Тед Маккарти, нанял автомобильного дизайнера Рея Дитриха, чтобы создать новую гитару, которая могла бы вернуть популярность компании. Рей Дитрих взял за основу модели Firebird хвостовые стабилизаторы машин 1950-х годов, а также модель Explorer с закругленными краями. Наиболее необычным аспектом является то, что верхний рог гитары находится сзади, а нижний — спереди. Таким образом, исходные модели Firebird стали неофициально называться «обратными».
Firebird — первая цельнокорпусная модель Gibson со сквозной конструкцией, в которой гриф расширяется в конце корпуса. Сам гриф имеет пять слоёв древесины из красного дерева и 4 узкие полоски из ореха для дополнительной прочности. Также данная модель имеет обратную головку грифа (с колками на внешней стороне), колки как у банджо, а также мини-хамбакеры. Некоторые Firebird с 1965 года имеют синглы P-90.
Линия гитар Firebird поступила в продажу в середине 1963 года. Все четыре модели поступившей серии отличались конфигурациями датчиков и мензур. В отличие от линий Les Paul и SG, в которых присутствовали слова «Junior», «Special», «Standard» и «Custom», в модели Firebird использовались римские цифры «I», «III», «V» и «VII». Линия бас — гитар Thunderbird компании Gibson берёт своё начало из моделей Firebird, даже используются такие же римские цифры («II» и «IV»), чтобы отличать их. С 1965 по 1969 год, компания Gibson представила «необратимые» модели, не сумев достичь успеха с необычным обратным дизайном корпуса, в результате компания Gibson получила жалобу со стороны своего конкурента Fender. Компания Fender утверждала, что головка грифа Firebird — зеркальное отражение гитары Stratocaster и что дизайн корпуса Firebird нарушал права на патент. В результате компания Fender пригрозила судебным иском, но он так и не состоялся.
«Необратимый» корпус имел более стандартный двойной вырез, длинный верхний передний рог, чем нижний и головку грифа с колками, установленными сзади. Эта модель также имела стандартный вклеенный гриф, а не сквозной, а также другие, менее заметные изменения в дизайне и конструкции. Конфигурация электроники и мензур для «V» и «VII» были такими же, как и для «обратных», хотя I и III модели теперь поставляются с двумя или тремя датчиками P-90 и простыми вибрато. После нескольких лет плохих продаж, производство «необратимых» моделей было прекращено. Гитары Firebird с «обратным» корпусом были впервые переизданы в 1972 году, а с пометкой «двухсотлетняя модель» (черная модель с позолоченной фурнитурой и красно-бело-синим логотипом на белой накладке) — в 1976 году.

## Переиздания
«Переиздание» Firebird обычно базируется на оригинальном дизайне «обратного» корпуса, однако компания Gibson вновь выпустила «необратимые» Firebird в 2002 году в качестве моделей Custom Shop. Хотя цены на все старые гитары взлетели, модели Firebird с «обратным» корпусом были очень популярными и заработали больше денег, чем «необратимые». Было выпущено много типов подобных моделей. Epiphone, принадлежащая Gibson, также выпустила модели Firebird.
Модель Standard Firebird V 2010 года не имела классические колки банджо, а беззубчатые Steinberger. Колки сзади имели настраивающий ключ, а запирающие механизмы — на верхней части головки грифа. Компания Gibson заявила, что она больше не будут выпускать банджо колки.

## Конфигурации
- Firebird I — имеет один датчик, комбинацию вбитого струнодержателя и хромированной фурнитуры, точечные инкрустации, гриф сквозной.

- Firebird II Artist CMT  — ограниченное издание начала 1980-х. Данная модель имеет кленовый топ, корпус и вклеенный гриф из красного дерева, два стандартных хамбакера и регуляторы тембра для управления активными датчиками Moog.

- Firebird III — имеет два датчика, вбитые струнодержатель и мензуру, тремоло Gibson Vibrola, хромированную фурнитуру, точечные инкрустации и сквозной гриф.[3]

- Firebird V — имеет два датчика, струнодержатель Tune-O-Matic с тремоло Maestro «Lyre» Vibrola, фиксирующую мензуру, хромированную фурнитуру, инкрустации в виде трапеций и сквозной гриф.[4]

- Firebird VII — имеет три датчика, струнодержатель Tune-O-Matic, тремоло Maestro «Lyre» Vibrola, золотую фурнитуру, трапециевидные инкрустации и сквозной гриф.[5]

- Firebird Studio — имеет два стандартных хамбакера Alnico, струнодержатель Tune-O-Matic с фиксирующей мензурой, хромированную или позолоченную фурнитуру, сквозной гриф и точечные инкрустации.[6]

- Firebird XII — имеет два датчика, двенадцать струн. «Необратимая» версия Firebird.

- «Необратимый» Firebird — термин коллекционеров для Firebird I, III, V и VII. Данные модели имеют головку грифа с колками на задней стороне, корпус с длинным верхним передним рогом.

- Firebird X — имеет три датчика, головку грифа с 3 верхними и 3 нижними колками, встроенные эффекты и обработку выходящего сигнала, точечные инкрустации. Данная модель имеет меньше сходств с любыми другими Firebird.[7]